# Los Sims 2: todo glamour
Los Sims 2: Todo Glamour (Accesorios) (título original: The Sims 2: Glamour Life Stuff) es el segundo pack de Accesorios de la saga de Los Sims 2. Incluye unos 60 nuevos objetos y otros accesorios. Este pack fue lanzado el 7 de septiembre de 2006 para PC.

## Novedades
- Ropas y trajes nuevos, formales, pijamas y otros.

- 3 colecciones nuevas:

Comedor de Lujo: Aquí podemos encontrar los objetos que pueden colmar la cima del lujo en nuestro comedor: sillas bañadas en oro, mesas de lujo, y más decoración.
Salón de Lujo: Nuevos sofás y mesas auxiliares, escritorios y decoración de lujo.
Dormitorio de Lujo: Para terminar de transformar nuestra casa, debemos cambiar nuestro clásico dormitorio a un nuevo lugar para dormir, con cama nueva, armarios, alfombras, etc.
Muchos objetos de lujo, esculturas, cuadros, paredes y suelos se incluyen en este pack.
Al tratarse de un pack de accesorios, se necesita tener instalado Los Sims 2, Los Sims 2 Edición DVD, Los Sims 2 Edición Navideña o Los Sims 2 Deluxe.
- Datos: Q3279823